# Artemisia abaensis
Artemisia abaensis  (лат.) — многолетнее травянистое растение, вид рода Полынь (Artemisia) семейства Астровые (Asteraceae).
Произрастает по берегам озёр, в долинах рек, на обочинах дорог; встречается на холмистых и возвышенных участках. 
Эндемик Китая. Ареал расположен на юго-западе Ганьсу, на западе Сычуань, и востоке Цинхая.
Многолетние травы высотой до 1 метра и более, все части  растения покрыты ворсинками серо-желтоватого. Средние стеблевые листья посажены на черешки длиной 3—5 мм. Листовые пластинки продолговато-яйцевидной или эллиптической формы, размерами 6—8 × 3,5—4,5 см, с точечными железками на адаксиальной стороне, глубоко зазубренные.  Краевые  цветки женские в количестве 2—5, внутренние двуполые в количестве 4—8. Цветение длится с  августа по октябрь.